# Авдотьїно (Починковський район)
Авдотьїно — село в Почінковському районі Смоленської області Росії. Входить до складу Лосненського сільського поселення. Населення — 9 мешканців (2007).
Розташоване в центральній частині області за 25 км на північний захід від Починка, за 7 км на схід автодороги А141 Орел — Вітебськ, на березі річки Березинка. За 4 км на північний схід від села розташована залізнична станція Рябцево на лінії Смоленськ — Рославль.

## Історія
У роки Німецько-радянської війни село була окуповане гітлерівськими військами в липні 1941 року, звільнено у вересні 1943 року.